# غراهام واتسون
غراهام واتسون (بالإنجليزية: Graham Watson)‏ (11 سبتمبر 1970 بسنت أندروز في المملكة المتحدة - ) هو لاعب كرة قدم بريطاني في مركز الدفاع. لعب مع نادي أبردين ونادي كلايد وفورفار أثلتيك ‏ ونادي ليفينغستون لكرة القدم.

## وصلات خارجية
- غراهام واتسون على موقع قاعدة بيانات كرة القدم.إي يو (الإنجليزية)